# CCleaner
CCleaner（クラップ クリーナー）は、イギリスの Piriform Ltd. が開発した、Microsoft Windows に対応した、ハードディスク内部の不要なファイルやレジストリを削除するためのツールである。また、2014年にはAndroid版もリリースされた。

## 概要
各種ソフトの履歴や一時ファイル、不要なレジストリを削除する機能を持つ。対応ソフトがシステム内にインストールされているかどうかを確認するようになっており、インストール済みソフトに対してのみ削除オプションが表示される。対応ソフトは、多言語で広く普及している多くのものに対応している。
不要ファイル・レジストリ削除ツールの中でも特に人気のあるソフトウェアであり、公式サイトによると5億回以上ものダウンロードがあったと発表されている。対応言語も非常に多く、日本語を含む30以上の言語環境での利用をサポートしている。

## 対応ソフト
※CCEnhancerを追加することにより、さらに機能の拡張が可能である。
- Internet Explorer / Microsoft Edge
- Firefox / SeaMonkey
- Google Chrome
- Safari
- Opera
- Netscape
- Google Toolbar（Firefox版を含む）
- Microsoft Office (2000, XP, 2003, 2007, 2010, 2013, 2016)
- Adobe Acrobat
- Flash Player
- Java
- QuickTime
- RealPlayer
- Slack
- Spybot - Search & Destroy
- Foxit Reader
- Nero Burning ROM
- ZoneAlarm
- VirtualDub
- VMware Horizon Client
- VMware Workstation
- Windows Live Messenger
- Windows Media Player
- 7-Zip
- WinRAR
- WinZip
- WinAce
- KaZaA
- Avira AntiVir
- eMule
- レジストリエディタ

## 不具合等によるリスク
下記の危険性に関しては、いずれもPiriformがAvast Softwareに買収された後である。

### マルウェア混入
2017年8月にリリースされたCCleaner 5.33.6162とCCleaner Cloud 1.07.3191にマルウェアが仕込まれていたと、Cisco Systemsが9月に公表した。既にバージョン5.34が公開されていた。
アンインストールやバージョンアップだけでなく、バックアップからの復旧やシステムイメージの再形成を行って、マルウェアを確実に削除する必要があると勧告している。

### Google Chromeのプロファイルが失われる可能性
Google Chromeのプロファイルが失われる事があるバグを修正したバージョン5.42.6499を、2018年5月に公開。

### Windows 10 April 2018 Updateとの非互換性
CCleanerでWindows 10 April 2018 Updateのフォントキャッシュを削除するとWindowsが起動しなくなる不具合のため、2018年6月公開のバージョン5.43ではその機能を無効化した。

### 情報収集
バージョン5.45で、Active System Monitoringに、利用状況をPiriformへ送信する機能が追加された事が問題視され、公開がバージョン5.44に戻された。